# Véronique Olmi
Pour les articles homonymes, voir Olmi.
Œuvres principales
- Bord de mer (2001)
- Le Premier Amour (2010)
- Cet été-là (2011)
- Bakhita (2017)

Véronique Olmi, née en 1962 à Nice, est une écrivaine française, principalement auteure de romans et de pièces de théâtre. Elle a également travaillé comme scénariste et comédienne et est cofondatrice du festival théâtral « Paris des Femmes ».

## Biographie

### Carrière
Après avoir suivi des études d'art dramatique chez Jean-Laurent Cochet, Véronique Olmi a été assistante à la mise en scène pour Gabriel Garran et Jean-Louis Bourdon de 1990 à 1993.
Auteure pour le théâtre, elle a également publié, en 2001, chez Actes Sud, son premier roman, Bord de mer qui a reçu le prix Alain-Fournier. Son roman Cet été-là a reçu en 2011 le prix Maison de la Presse. Elle bénéficie d'une reconnaissance internationale : ses ouvrages sont traduits en vingt langues et ses pièces sont jouées autant en France qu'à l'étranger.
En 1998, Le Passage est créé à Lausanne et Chaos debout au Festival d'Avignon, dans des mises en scène de Brigitte Jacques-Wajeman et Jacques Lassalle, les deux pièces seront reprises au théâtre des Abbesses. Point à la ligne est créée à la Comédie-Française (Vieux-Colombier) par Philippe Adrien. Mathilde est créée au théâtre du Rond-Point (salle Renaud Barrault) avec Pierre Arditi et Ariane Ascaride, dans une mise en scène de Didier Long. Je nous aime beaucoup est créée au Petit Théâtre de Paris dans une mise en scène de Josée Paul. Une Séparation est créée au théâtre des Mathurins, dans une mise en scène de Jean-Philippe Puymartin et Anne Rotenberg.
En 2012, elle crée avec Anne Rotenberg et Michèle Fitoussi, le festival de théâtre « Paris des Femmes » qui a lieu chaque année au théâtre des Mathurins et dont les textes sont édités à L'Avant-scène théâtre.
Elle a créé et dirigé le comité de lecture du théâtre du Rond-Point. À la demande de Laure Adler, elle a produit et animé une émission sur France Culture, C’est entendu !. Elle a participé, en tant que chroniqueuse, à plusieurs numéros du magazine télévisé Avant-premières, produit par Rachel Kahn.
En 2017, pour Bakhita, dédié à la sainte éponyme Joséphine Bakhita, elle reçoit le prix du roman Fnac et le Prix Patrimoines BPE. Le roman était finaliste du Prix Goncourt, du Prix Goncourt des lycéens et du prix Femina.

### Vie privée
Véronique Olmi est la petite-fille de Philippe Olmi, ministre de l'Agriculture, député des Alpes-Maritimes et maire de Villefranche-sur-Mer durant vingt ans et aussi petite-fille de Joseph Levet, cadre dirigeant des Croix de Feu et du PSF.

## Œuvres

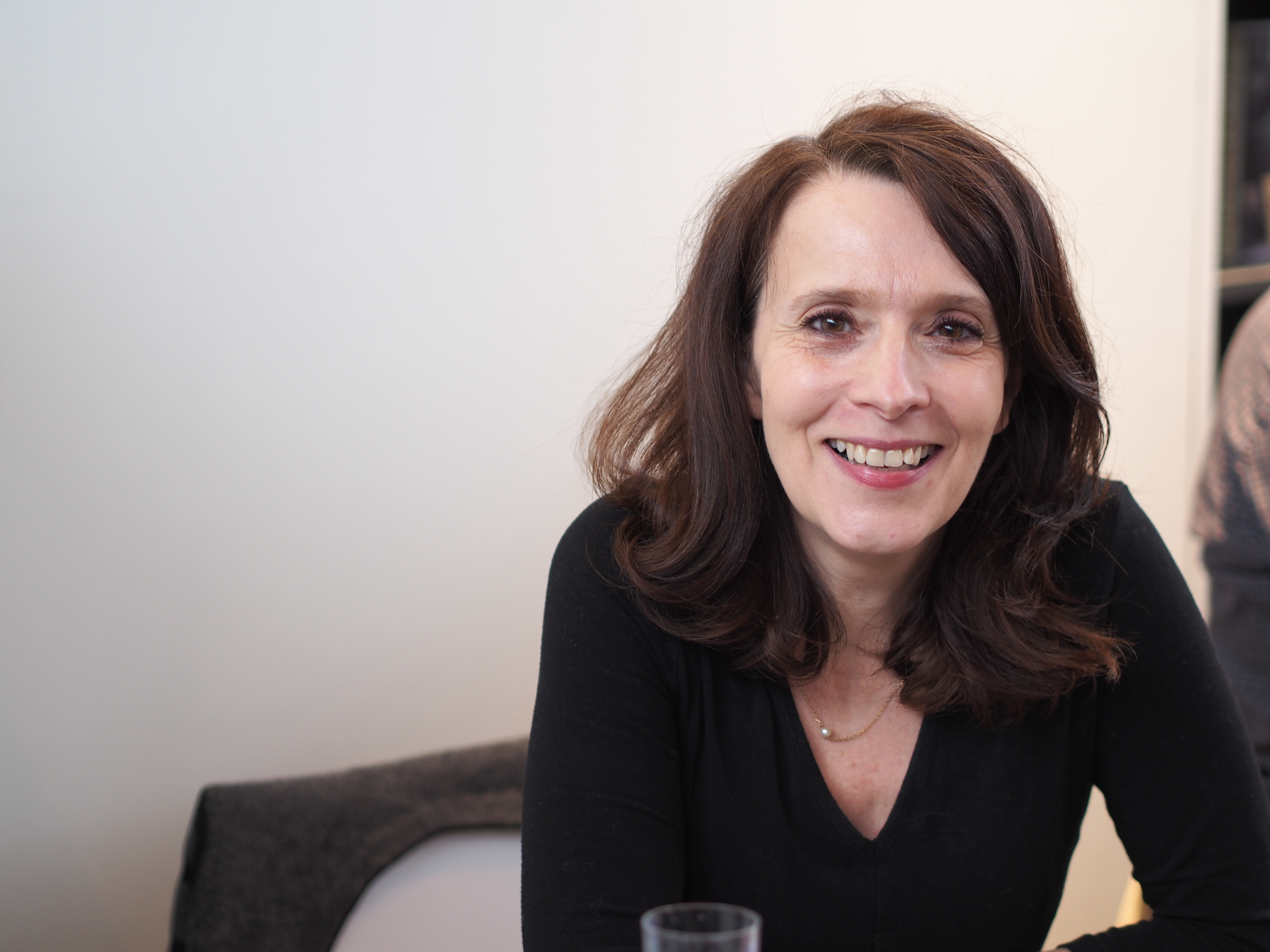
Véronique Olmi au Salon du livre de Paris le 24 mars 2013

### Théâtre
- Le Passage, L'Arche, 1996
- Les Nuits sans lune, suivi de Chaos debout, L'Arche, 1997
- Point à la ligne, suivi de La Jouissance du scorpion, L'Arche, 1998
- Le Jardin des apparences, Actes Sud, 2000
- Mathilde, Actes Sud, 2001 ; nouvelle édition, 2003
- Je nous aime beaucoup, Grasset, 2006
- Une séparation, Triartis 2009 ; réédition Albin Michel, 2013
- Des baisers, pardon, L'Avant-scène théâtre, 2014
- Un autre que moi, Albin Michel, 2016

### Romans
- Bord de mer, Actes Sud, 2001[2]Prix Alain-Fournier 2001[3]
- Numéro six, Actes Sud, 2002
- Un si bel avenir, Actes Sud, 2003
- La Petite Fille aux allumettes, Stock, 2004
- La Pluie ne change rien au désir, Grasset, 2005
- Sa passion, Grasset, 2007
- La Promenade des russes, Grasset, 2008
- Le Premier Amour, Grasset, 2010
- Cet été-là, Grasset, 2011Prix Maison de la Presse 2011[4]
- Nous étions faits pour être heureux, Albin Michel, 2012
- La Nuit en vérité, Albin Michel, 2013
- J'aimais mieux quand c'était toi, Albin Michel, 2015
- Bakhita, Albin Michel, 2017Prix du roman Fnac 2017[8] ; Prix Patrimoines BPE 2017[9]
- Les Évasions particulières, Albin Michel, 2020
- Le Gosse, Albin Michel, 2022
- Le Courage des innocents, Albin Michel, 2024

### Nouvelles
- Privée, recueil de nouvelles, L'Arche, 1998
- « Comme la vidéo d'un chat », dans Nous sommes Charlie: 60 écrivains unis pour la liberté d'expression, Le Livre de Poche, 2015

### Divers
- Ariane Ascaride, Une force et une consolation, entretiens avec Véronique Olmi, L'Observatoire, 2018

## Filmographie

### Scénariste
- Bord de mer pour Bagherra Production
- 2009 : Un souvenir, téléfilm de Jacques Renard, d'après le roman de Michel Déon ; Jade Production et France 2

## Théâtre

### Comédienne
- À demain Modigliani (V. Olmi) (mise en scène François Lazaro)
- Je nous aime beaucoup (V. Olmi) (mise en scène José Paul)
- Le Diable (M. Tsvétaïeva) (mise en scène D.M. Maréchal)
- La Reine de Nacre (Bernard Werber) (réalisation Bernard Werber)
- Un mariage d'écriture et d'amour (Carson Mc Cullers) (mise en espace Anne Rotenberg)
- Les nuits sans lune (V.Olmi) (mise en espace Doris Mirescu)
- Bord de mer (V. Olmi)
- La Jouissance du scorpion (V.Olmi)
- Une séparation (V.Olmi) (mise en scène Jean-Philippe Puymartin et Anne Rotenberg)
- Jackson Bay (Mise en scène de l'auteur : S. Blanchoud)
- Bakhita (lecture musicale avec la chanteuse Julia Sarr. Mise en espace Anne Rotenberg. Théâtre de La Pépinière.)

### Mise en scène
- Rilke, Pasternak, Tsvetaïeva, la correspondance inachevée avec Michael Lonsdale, Paris, Maison de la Poésie

## Mises en scène de ses pièces
- 1997 : Le Passage mise en scène Brigitte Jaques-Wajeman (Vidy Lausanne, Les Abbesses théâtre de la Ville) Prix de La fondation La Poste
- 1998 : Chaos debout mise en scène Jacques Lassalle (Festival officiel d'Avignon. Les Abbesses théâtre de la Ville)
- 1998 : Point à la ligne mise en scène Philippe Adrien (Vieux Colombiers Comédie française) Prix CIC Théâtre
- 2000 : Le jardin des apparences mise en scène Gildas Bourdet (La Criée. Théâtre Hébertot) Nomination aux Molières 2002 pour le Molière de l'auteur. Molière meilleur acteur pour Jean-Paul Roussillon.
- 2002 : Mathilde mise en scène Didier Long (Théâtre du Rond Point)
- 2006 : Je nous aime beaucoup mise en scène José Paul (Petit Théâtre de Paris)
- 2009 : Une séparation (Mise en espace Christophe Correia auFestival de la correspondance de Grignan) Prix Durance-Beaumarchais SACD 2008[14]
- 2011 : Vivre-écrire-vivre : adaptation de la correspondance de Tsvétaïeva à Konstantin Rodzevitch. Mise en espace Richard Brunel, au Festival de la correspondance de Grignan
- 2013 : Une séparation mise en scène Jean-Philippe Puymartin et Anne Rotenberg (Théâtre des Mathurins)

## Sur quelques œuvres

### Bord de mer(2001)
Anne Dufourmantelle, dans La Femme et le Sacrifice (2007), analyse le récit dans le chapitre Infanticides (pp. 257-264), en référence à Médée.

### Un si bel avenir(2004)
La scène débute à Paris, dans un hall de théâtre, à la sortie d'un spectacle à mise en scène très originale, l’École des femmes.
Le milieu est artistico-littéraire :
- Boris Angelli (Maurice Pichon, fils de Marguerite Pichon et Marius Monier (Henri Ancord pour la scène), disparu depuis 40 ans), acteur, 45 ans,
  - Clara Mercier, sa compagne, animatrice d'une émission de radio, trie les archives d'Emmanuel, petite-fille d'un milicien (1924-1945) et d'une Isabelle disparue (1932-),
  - Irène, la grand-mère de Boris, et ses deux chiens, Monsieur et Petite Mère,
- Pascal, metteur en scène, anxieux,
  - Élisabeth, actrice, épouse de Pascal, 42 ans,
  - leurs deux filles, Camille et Élodie (et leur baby-sitter Marion),
- Éric Saint-Clair, agent d'Élisabeth,
- Benoît Fournier, dramaturge,
- France Meynard, maîtresse de Pascal,
- Charles Martin, acteur,
- Leïla, voisine d'Élisabeth, 21 ans, sortie des foyers d'urgence et des familles d'accueil,
- Emmanuel Vernaud, écrivain finissant,
- Régis Noé, externe, service gériatrie.

Deux femmes se croisent. Leurs couples éclatent. Elles se recomposent, pour éclairer le passé et l'avenir.

## Distinctions
- Prix de la Fondation La Poste
- Prix CIC Théâtre
- Prix Alain-Fournier 2001[3] pour Bord de mer
- Prix Gironde-Nouvelles-Ecritures 2002 pour Bord de mer
- Nomination aux Molières 2002 pour le Molière de l'auteur pour la pièce Le Jardin des apparences
- Prix Durance-Beaumarchais SACD 2008[14] pour Une séparation
- Prix Maison de la Presse 2011[4] pour Cet été-là
- Prix du roman Fnac 2017[8] pour Bakhita
- Grand Prix des Blogueurs 2017 pour Bakhita
- Prix Patrimoines BPE 2017[9] pour Bakhita
- Choix Goncourt de l'Orient 2017[15] pour Bakhita
- Choix Goncourt de la Serbie 2018[16] pour Bakhita
- Prix des lecteurs des écrivains du Sud  pour Bakhita
- Finaliste Prix Goncourt 2017[10] pour Bakhita
- Finaliste Prix Goncourt des lycéens 2017[11] pour Bakhita
- Finaliste Prix Femina 2017[12] pour Bakhita
- Finaliste Prix Landerneau des lecteurs 2017[17] pour Bakhita
- Finaliste Grand prix du roman métis 2018[18] et Prix du roman métis des lycéens[19] 2018 pour Bakhita

### Jurys
- Jurée 2009 du Grand prix de littérature dramatique
- Jurée 2014 du prix Orange du Livre
- Jurée 2018 du Prix Lilas